# Zemní vrut
Zemní vrut je druh zemní kotvy. Užívá se k zakládání staveb. Užití spočívá v zavrtání kónického vrutu do zeminy. Jde o „suchý stavební proces“, který nevyžaduje žádné práce spojené s vodou. Vynálezcem zemních vrutů je německý podnikatel Klaus Krinner, zakladatel firmy Krinner GmbH.
Zemní vruty jsou vhodné nejen pro zakládání drobných staveb, jako jsou ploty, dopravní značky, pergoly, terasy, dětské sestavy, zahradní domky, ale i větších staveb – např. dřevostavby, montované domy, vlajkové stožáry, solární elektrárny nebo montované haly atd. Rozměry zemních vrutů jsou přizpůsobeny statickým potřebám zakládané stavby. Standardně jsou vyráběny v délkách od 450 mm do 4000 mm a s různými typy vrchní části sloužící k uchycení příslušného stavebního dílu, trubek či trámů. 
Povrchová úprava vrutů je zajištěna zinkováním.